# Ichneumon recentissimus
Ichneumon recentissimus är en stekelart som beskrevs av Cuvier 1833. Ichneumon recentissimus ingår i släktet Ichneumon och familjen brokparasitsteklar. Inga underarter finns listade i Catalogue of Life.